# Sportin' Life (Weather Report)
Sportin' Life è il quindicesimo album in studio del gruppo musicale statunitense Weather Report, pubblicato nel 1985.
Contiene Confians, il loro unico pezzo cantato (in lingua swahili)

## Tracce
1. Corner Pocket – 5:46
2. Indiscretions – 4:05
3. Hot Cargo – 4:41
4. Confians – 5:07
5. Pearl On the Half Shell – 4:06
6. What's Going On – 6:29
7. Face on the Barroom Floor – 3:59
8. Ice-Pick Willy – 5:00